# Письма госпожи де Лафайет
Письма госпожи де Лафайет — комплекс посланий Мари Мадлен де Лафайет, написанных во второй половине XVII века и публиковавшихся с конца того же столетия. Считаются одним из лучших эпистоляриев в истории французской литературы.

## Создание и публикация
Мари Мадлен де Лафайет писала письма в течение всей жизни. Её адресатами были госпожа де Севинье, Менаж, Лешрен, госпожа де Сабле, Пьер-Даниэль Юэ, Франсуа де Ларошфуко и др. Сохранились примерно 250 посланий. Исследователи полагают, что часть своего архива, имевшую политическое значение, писательница уничтожила (в частности, это была переписка с герцогиней Савойской). Публикация писем началась вскоре после смерти их автора, в конце XVII века. Самым полным считается двухтомное издание, подготовленное Андре Бонье и увидевшее свет в 1942 году.
Письма госпожи де Лафайет отличают лаконизм, психологическая насыщенность, простой и благородный стиль, характерные и для «Принцессы Клевской».